# Karhujärvi (sjö i Valtimo, Norra Karelen)
Karhujärvi är en sjö i kommunen Valtimo i landskapet Norra Karelen i Finland. Sjön ligger 103,7 meter över havet. Arean är 49 hektar och strandlinjen är 4,33 kilometer lång. Sjön  ingår i Vuoksens huvudavrinningsområde.   Den ligger omkring 120 kilometer norr om Joensuu och omkring 430 kilometer nordöst om Helsingfors. 
Vid sjöns utlopp i Valtimojoki finns ön Kirkkolansaari.